# Фук'єрія колоноподібна
Фук'єрія колоноподібна, Фук'єрія колончата (Fouquieria columnaris) — вид рослин порядку вересоцвіті (Ericales). Мають дуже незвичну для рослин форму, чим надають пустелям Каліфорнії фантастичного вигляду.

## Назва
В Мексиці рослину називають іспанським словом «свічка» ісп. cirio. Англійська назва дерева «Буджум» походить з вигаданого таємничого створіння поеми Л'юїса Керрола «Полювання на Снарка».

## Будова
Сукулентне листяне дерево до 18 м висотою, що скидає листя у посушливу пору року. Її стовбур, що звужується догори, вкритий короткими колючими гілками з дрібним овальним листям. У кінці літа квітне маленькими жовтуватими квітами. Інші представники роду Fouquieria — низькорослі чагарники з тонкими колючими стеблами.

## Поширення та середовище існування
Росте у жарких посушливих чагарникових пустищах, на кам'янистих пагорбах у центральній частині півострова Каліфорнія та прибережні ділянки пустелі Сонора.

## Галерея

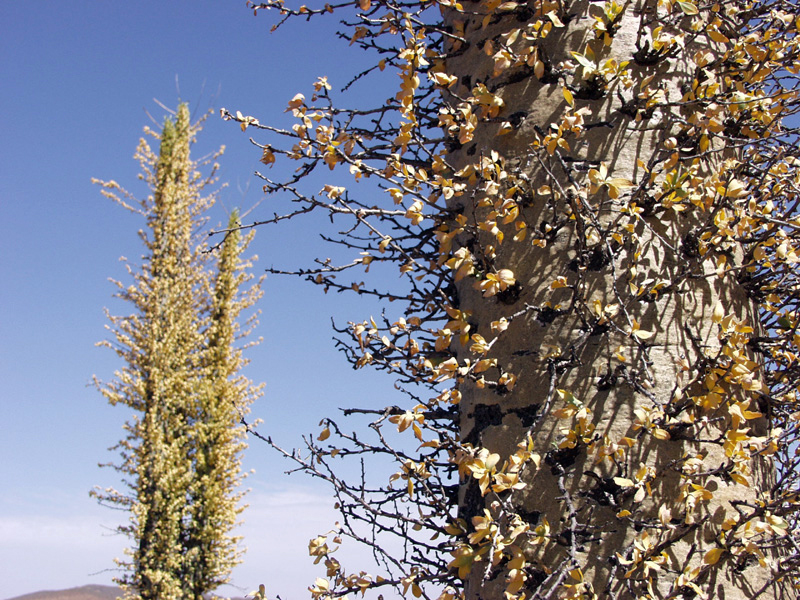
Квіти
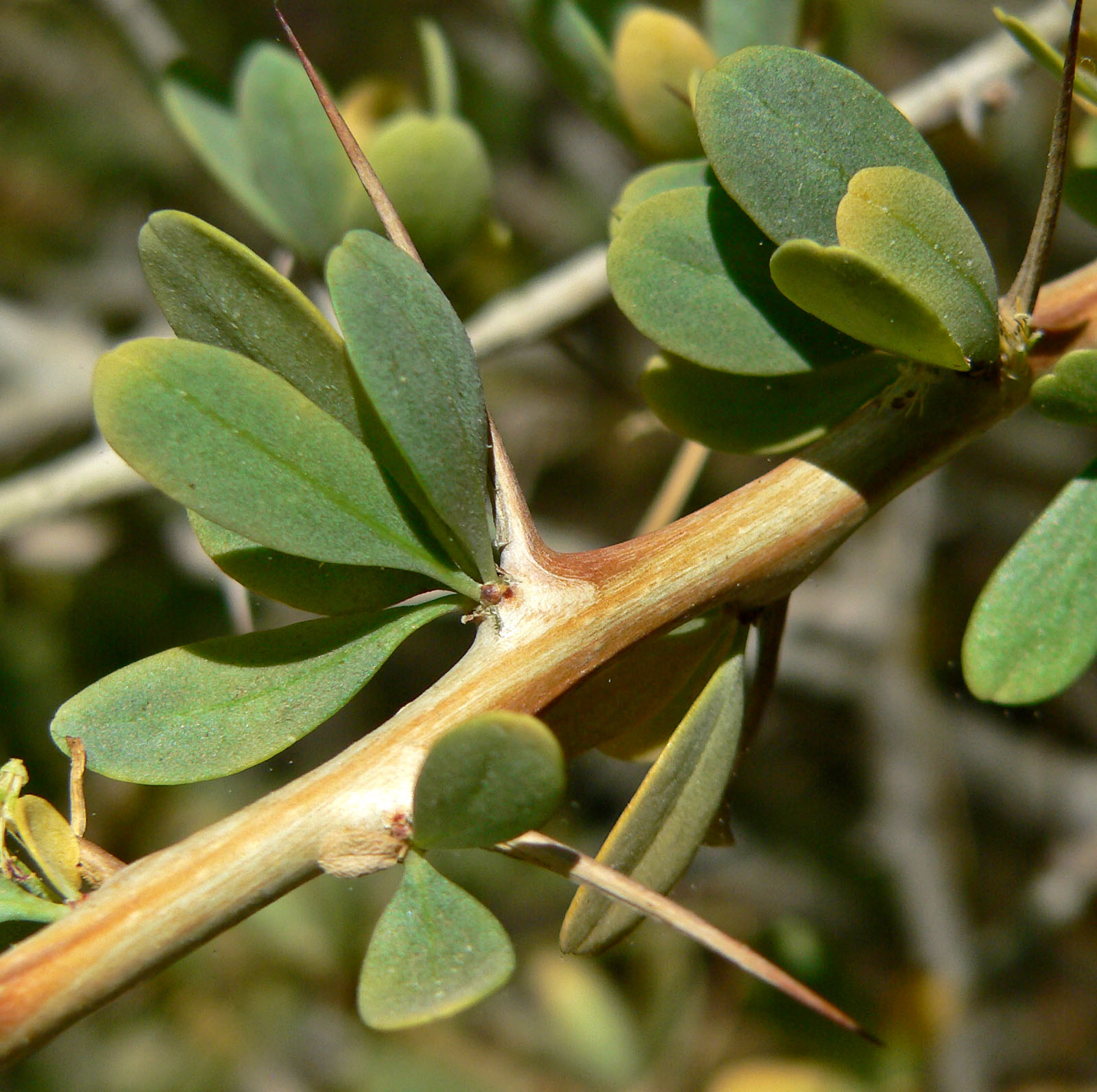
Листя
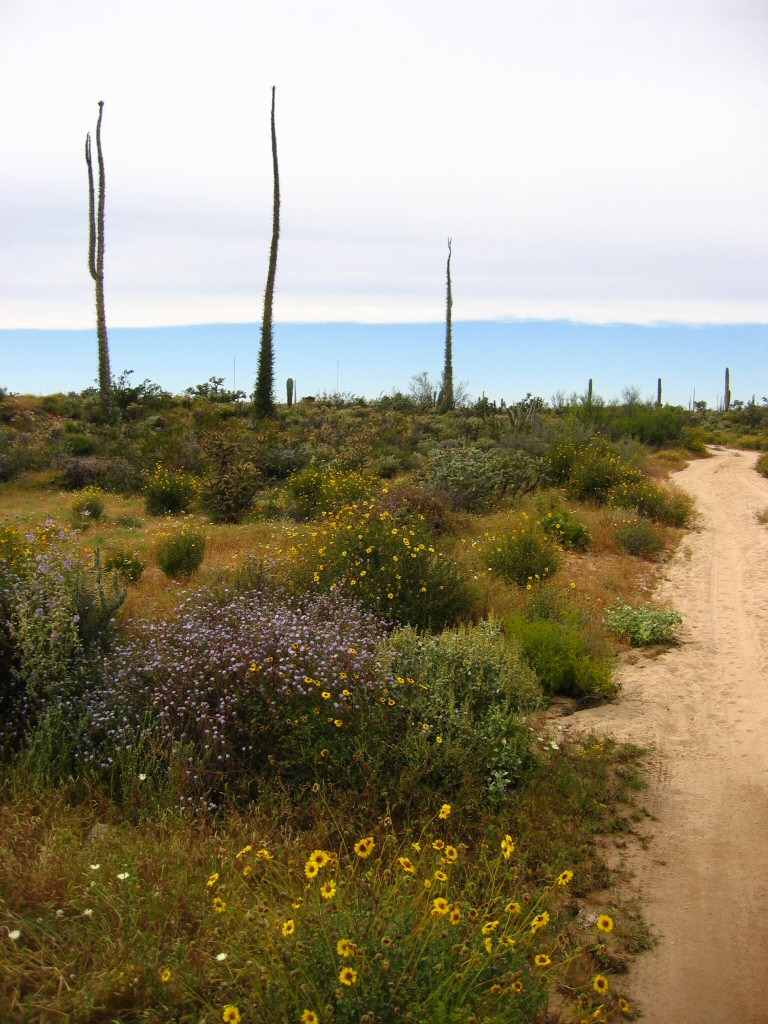
"Фантастичний" пейзаж з трьома фук'єріями